# Опсада Никеје (1097)
Опсада Никеје десила се од 14. мајa до 19. јунa 1097. током Првог крсташког рата.

## Увод
Никеја је смештена на источној обали језера Асканије, а освојили су је Турци Селџуци 1077. године. Никеја је постала главни град Румског султаната. Током Сељачког крсташког рата 1096. сељаци крсташи су харали околином Никеје и онда су били катастрофално поражени од Турака. На основу тако лаке победе над крсташима султан Арслан I је веровао да други талас крсташа није никаква опасност. Султан је чак оставио своју породицу и благо у Никеји и отишао источно да се бори против других непријатеља. Није знао да други талас крсташа представљају много боље обучени крсташи, а не сељаци као у првом.

## Крсташи опседају
Крсташи су напустили Константинопољ крајем априла 1097. Готфрид Бујонски је први стигао до Никеје заједно са Боемундом Тарентским, Танкредом Галилејским, Ремоном Тулуским и Робертом Фландријским. Са њима су дошли и Петар Пустињак и остаци Сељачког крсташког похода, те мало Византинаца под Мануелом Бутумитом.
Стигли су 6. маја крај Никеје, али недостајало им је хране, па је Боемунд Тарентски организовао снабдевање копном и морем.
Град су ставили под опсаду 14. маја, распоредивши се по разним деловима градских зидина. Град је био добро брањен са 200 кула. Боемунд се улогорио северно од града, Готфрид источно, а Ремон и Адхемар јужно.

## Пораз султана Арслана
Да би разбили опсаду турски браниоци Никеје су напали крсташе, али Турци су поражени у том окршају и изгубили су 200 људи.
После тога Турци шаљу поруке султану Арслану да се врати. Арслан је схватио да је погрешио у процени снаге крсташке војске па се одлучио вратити у Никеју.
Најпре су Ремон Тулуски и Роберт Фландријски поразили 20. маја истурени део Арсланове војске. У жестокој бици, која је трајала до у ноћ, крсташка војска је поразила 21. маја султана Арслана. Обе стране су имале велике губитке, али султан се повукао упркос позива у помоћ од стране Никејских Турака.
Остатак крсташке војске стиже до краја маја, а Роберт Куртхоз и Стефан Блуа су стигли почетком јуна.
У међувремену крсташи праве велике опсадне справе, које догурају до једне куле, коју су истовремено настојали поткопати одоздо. Кула је поткопавањем била само оштећена.

## Долазак Византинаца
Цар Византије Алексије Комнин није хтео да прати крсташе, него се са својом војском кретао иза њих, а логоровао је у оближњем Пелакану. Одатле је слао бродове и помагао крсташима да блокирају језеро Асканију, коју су Турци дотад користили за снабдевање Никеје храном. Под командом Мануела Бутумита стигли су бродови пуни стрелаца. Генерали Татикије и Цита су дошли са 2.000 пелтаста.

### Византинци тајним преговорима заузимају Никеју
После повлачења султана Арслана Турци становници Никеје су писали цару Алексију Комнину молећи за помоћ. Алексије Комнин наређује генералу Бутумиту да без знања крсташа тајно преговара о предаји Никеје. Татикије је требало да се придружи крсташима и директно нападне зидине, а Бутумит је требало да се претвара да то исто ради, тако да изгледа као да су византијски војници освојили град. Тако је и учињено и Турци су се предали 19. јуна Бутумиту.

### Крсташи су огорчени јер нису могли попљачкати град
Кад су крсташи схватили да је Алексије Комнин заузео град преговорима, били су јако љути, јер су се надали да могу попљачкати град. Бутумит је проглашен војводом Никеје и забрањује крсташима да улазе у град у групама већим од 10 људи.
Протерао је турске генерале, а породица султана Арслана је отишла за Константинопољ и ослобођена је уз откуп.

### Крсташи се заклињу Алексију Комнину на оданост и верност
Алексије Комнин је дао крсташима новац, коње и друге дарове, али крсташи нису били задовољни, јер су веровали да би имали много више да су сами заузели Никеју. Алексије Комнин није допустио крсташима да иду, док се нису заклели на оданост и верност Алексију Комнину и да ће Византији вратити све области, које јој припадају. Један део се већ раније заклео у Константинопољу. Танкред Галилејски је најпре одбијао да да заклетву, али на крају су се и он и Боемунд Тарентски заклели.

## После
Крсташи су напустили Никеју 26. јуна у две групе. У првој групи су ишли Боемунд Тарентски, Танкред Галилејски, Роберт Куртоз, Роберт Фландријски и Татикије. У другој групи су били Балдуин Јерусалимски и Стефан Блуа. Византијски генерал Татикије је путовао са њима да осигура договор о враћању византијских територија Византији.
Крсташи су очекивали после освајања Никеје да ће бити у Јерусалиму за месец, два. Али то се одужило на две године. Крсташи побеђују 1. јула султана Арслана у бици код Дорилеја а до Антиохије су дошли тек у октобру.